# Sminthopsis virginiae
El ratón marsupial de mejillas rojas o dunnart de mejillas rojas (Sminthopsis virginiae)es una especie de marsupial dasiuromorfo de la familia Dasyuridae propia de  Australasia.

## Características
Debe su nombre a los pelos rojos característicos de las mejillas. Mide un total de 167 a 270 mm. El tamaño corporal medio es de 80 a 135 mm, con una cola de 87 a 135. Las orejas miden de 12 a 13 mm. El peso varía entre 18 y 75 gramos. La cola es delgada y de un color rosa pálido.

## Hábitat, distribución y subespecies
El hábitat del ratón marsupial de mejillas rojas puede ser bosque cerrado, abierto o rocososo; también puede ser sabana, pantano o margen de bosque tropical.
Se halla en Australia y en Nueva Guinea. 
Existen tres subespecies reconocidas de Sminthopsis virginiae:
- S. v. virginiae de Tarragon, 1847, originaria de Australia. Habita en Queensland, alrededor del North Gulf, en las costas del noroeste, desde Mackay hasta el cabo York.

- S. v. nitela Collett, 1897, originaria de Australia. Habita en los alrededores de Kimberley, localidad situada en la parte septentrional del Territorio del Norte.

- S. v. rufigenis Thomas, 1922, originaria de Nueva Guinea.

## Reproducción y comportamiento
Como ocurre con el de la mayor parte de las especies del género Sminthopsis, el comportamiento del ratón marsupial de mejillas rojas es poco conocido. Sí se sabe que se reproduce de octubre a marzo, que la gestación dura 15 días, que las crías son destetadas a los 65 o 70 días y que alcanzan  la madurez sexual entre los 4 y los 6 meses.